# نيكور

## نيكور

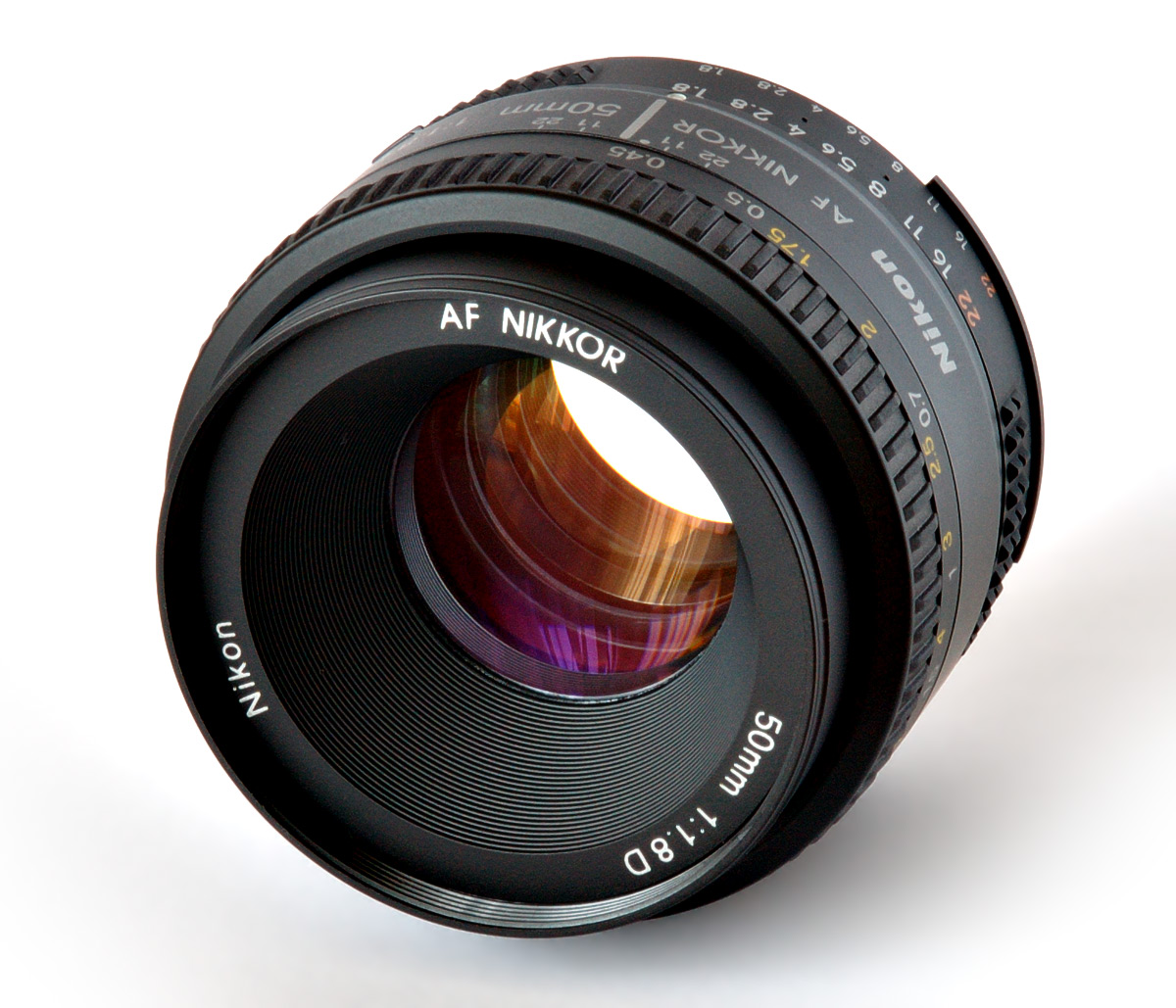
عدسة من نوع 50 ملم احدى عدسات نيكور

نيكور (بالأنجليزية نيكور)هي العلامة التجارية للعدسات التي تنتجها شركة نيكون اليابانية، بما في ذلك عدسات كاميرات نيكون (F-mount).
العلامة التجارية نيكور طرحت عام 1932 كنسخة غربية (للتسويق خارج اليابان) من إصدار سابق اسمه نيكو (日光)، وهو اختصار لحروف اسم الشركة الأصلي الكامل Nippon Kōgaku والذي يعني «بصريات اليابان» (نيكو تعني أيضا «أشعة الشمس» باليابانية).
في عام 1933، سوقة نيكون أول عدسة كاميرا خاصة بها تحت اسم العلامة التجارية نيكور، وهي عدسة ايرو-نيكور (Aero-NIKKOR) للتصوير الجوي التي استخدمة لرسم الخرائط من قبل الجيش ولان رسم الخرائط يحتاج إلى دقة كبيرة فأن عدسة ايرو-نيكور تم صنعها باليد لضمان دقة العدسة.
بعد الحرب العالمية الثانية بدءت شركة Nippon Kōgaku بتصنيع الكاميرات الشخصية وفي العام 1946 قررت الشركة ان تطلق على كاميراتها ذات ال 35 ملم اسم «نيكون», لذلك في الحقيقة فان العلامة التجارية «نيكور» هي اقدم من العلامة التجارية «نيكون».